# Текеселенг
Текеселенг (англ. Tekeseleng) — одна з місцевих громад, що розташована в районі Мокотлонг, Лесото. Населення місцевої громади у 2006 році становило 4 397 осіб.